# 屈折異常
屈折異常（くっせついじょう）、または調節異常（ちょうせついじょう）とは、目の形状により網膜の光の焦点に問題があることである。最も一般的な屈折異常は近視、遠視、乱視、老視である。近視は遠くのものがぼやけて見え、遠視は近くのものがぼやけて見え、乱視はものが伸びたりぼやけて見え、老視は近くのものに焦点を合わせる能力が衰えることである。その他の症状には複視、頭痛、眼精疲労がある。

## 原因と診断
近視は眼球の長さ（眼軸長）が長いことによってなり、遠視は眼球の長さが短いことによってなり、乱視は角膜の形が異常なことによりなり、老視は水晶体の形状を変形することが十分にできないことでなる。 一部の屈折異常は親からの遺伝によるものである。眼科検診によって診断される。
屈折異常の原因は眼軸長の異常の他に、角膜・水晶体等の屈折力の異常からも生じ、また、乱視は角膜形状の他に水晶体の形状異常から生じる事があり、稀に両方の異常からも起こる事があると言うのが一般的な常識である。

## 治療
屈折異常は眼鏡、コンタクトレンズ、手術で矯正できる。 眼鏡は最も簡単で安全な矯正方法である。 コンタクトレンズは広い視野の矯正ができるが感染症になる可能性がある。 レーシック手術により角膜の形を恒久的に変形させる。中等度・強度の屈折異常にはアイシーエル（ICL）も有用である。

## 疫学と予後
世界的に屈折異常と診断されるのは推定10億人～20億人である。 その率は地域によって異なり、ヨーロッパでは人口の約25%、アジアでは人口の約80%に影響がみられる。 近視が最もよくある異常で、成人の15～49%、子供1.2～42%がそうである。遠視は一般的に小さい子供や高齢者にみられる。老視のほとんどは35歳以上の人にみられる。2013年の統計では屈折異常を矯正していない人の数は世界で約6.6億人（10人に1人）である。このうち950万人の人が屈折異常によって失明している。 屈折異常は白内障、加齢黄斑変性、ビタミンA不足に並び最も一般的な失明の原因である。